# 대만 문제
대만 문제 또는 타이완 문제(중국어 정체자: 臺灣問題, 간체자: 台湾问题)는 중화인민공화국 성립 이후 대만의 정치적 지위 및 주권 귀속에 관해 중화인민공화국(중국)과 중화민국(대만) 사이에서 일어나는 문제를 가리킨다. 근래 중화민국 내에서 대만 독립주의자의 영향력이 커지면서 문제의 스펙트럼이 더욱 확대되었다.

## 개요
현재 중화인민공화국 정부는 중국 대륙과 홍콩, 마카오 지역을 다스리고 있고, 중화민국 정부는 대만과 그 주변의 섬들을 다스리고 있다.
중화인민공화국과 중화민국은 상대방을 국가로 인정하지 않으며 자국이 중국의 유일한 합법 정부임을 주장하고 있다. '하나의 중국' 원칙의 큰 틀에는 양안이 모두 동의하고 있다.
1943년 카이로 선언에서 일본 제국의 지배하에 있던 대만을 '중화민국'에 귀속하기로 하였는데, 상기의 사유로 인하여 1949년 이후 중화인민공화국이 출현하자 '중화민국'의 이해에 관한 시비로, 중화인민공화국 측에서 섬에 대한 영유권을 주장하고 있다.
대만에 정부가 소재하고 있는 중화민국의 내부에서도 논란이 일고 있는데, 이는 양안과는 무관하고, 본성인 주도로 대만 공화국을 세워야 하며 대만은 대만 공화국의 것이라고 주장하는 세력들의 영향력이 커진 탓이다. 이렇게 대만 문제의 스펙트럼은 양안 간 논쟁, 대만 주민 간 논쟁이라는 독립적인 두가지 문제로 확대되었다.

## 역사적 배경
선사 시대부터 대만 섬에 말레이 인종(오스트로네시아인) 계통의 종족이 거주했던 것으로 추정된다. 1590년 포르투갈의 선박이 대만 북부에 상륙하여 잠시 거주하였다. 선원들은 귀환 후 섬을 ‘Ilha Formosa’(아름다운 섬)으로 서양에 소개하였다. 그 후 1624년부터 네덜란드의 동인도 회사가 현재 타이난시 지역에 소규모 거주지를 건설하고, 1642년부터 총독을 임명하고 거류민들에게 과세하는 등 대만을 직접 통치하기 시작했다. 한편 중국 본토에서는 1644년부터 청나라의 침입으로 푸젠성, 광둥성 등의 유민들이 대만으로 대거 유입하였다. 이들이 훗날 본성인의 토대가 된다. 정성공의 정씨왕국 이후 청나라가 점령하여 푸젠성에 병합시켰다. 그러나 1894년 시모노세키 조약으로 일본 제국에 할양되었다. 제2차 세계대전에 일본 제국은 추축국으로 참전하였다. 그러나 전쟁 상황은 연합국에게 점점 유리하게 되어갔다. 1943년 미국, 영국, 중화민국의 정상이 모여 카이로 회담이 개최되었다. 이 회담에서 대만의 주권을 중화민국에 반환하는 것이 결정되었다. 중화민국 정부는 1945년의 일본 패망 후 연합군의 위탁을 받아 대만에 군대를 진주시킨다. 그리고 카이로 회담의 결정을 근거로 하여서 대만을 자국령에 편입하였고, 1947년 대만성을 다시 설립하였다. 국민정부는 대만의 영유, 통치를 강화하는 한편, 중국 대륙에서 난처한 입장에 몰리고 있었다. 1946년부터 격화하기 시작한 국공 내전에서 처음에는 중화민국 정부가 우세했지만 해를 거듭할 때마다 중공군이 우위인 입장을 차지하게 되었다. 1949년 4월이 되면서 수도인 남경이 중공군에게 점령당하고, 1949년 10월에는 중국 대륙의 대부분을 점령한 중국 공산당이 중화인민공화국의 건국을 선언하였다. 중공군에게 온전히 대항할 수 없을 정도로 약해진 국민당은 타이베이로 수도를 옮기는 것을 결정해, 남아있는 중화민국군의 병력이나 국가, 개인의 재산등을 속속 대만으로 옮기기 시작해, 1949년 12월에는 중앙 정부 기구도 모두 이전해 타이베이시를 중화민국의 새로운 수도로 삼았다. 이러한 중화민국 정부의 움직임에, 중화인민공화국은 당초 헌법에 대만을 23개 성 중 하나로 명시하고 대만에 대한 군사적 침공도 검토하고 있었지만, 1950년에 발발한 6.25 전쟁의 영향으로 병력이 한반도로 이동하면서, 1955년에 이 계획은 중단되었다. 장제스(蔣介石)는 수 차례 미국에 중국 대륙 공격을 제안했지만 제3차 세계 대전으로 확산될 것을 우려한 미국의 반대로 실현되지는 않았다. 그 이후, 대만 해협을 사이에 두고 중화민국 정부와 중화인민공화국 정부가 서로 대립하는 상황이 계속되고 있어, 현재 중국은 서로 다른 정권에 의해 분단국가로 남아 있다.

## 논쟁 거리

### 국제 기구 가입에 대한 논쟁
중화민국은 유엔 총회 결의 제2758호 채택 이후 유엔 관련 국제 기구나 주요 국가로부터 승인이 취소되어 있기 때문에, 중화민국이 국제 기구에 가입하려면 여러 가지 까다로운 문제가 뒤따른다. 이러한 이유로 중화민국은 중화 타이베이(Chinese Taipei, 中華臺北; 세계무역기구(WTO), 아시아 태평양 경제협력체(APEC), 국제올림픽기구, FIFA), 중국 타이베이 시(Taipei, China, 中國臺北; 아시아개발은행)라는 대체 이름으로 참여하고 있다.

### 동시 승인에 대한 논쟁
중화인민공화국은 하나의 중국을 주장해, 동시 승인을 절대로 인정하지 않는 입장을 취하고 있다. 한편, 중화민국에서도 그러하였으나 리덩후이 총통이 취임한 후, '양국론'을 내세우며 탄성외교 정책을 펼쳐 중화민국과 중화인민공화국은 별개의 국가라는 두 개의 중국을 주장해, 동시 승인을 인정하려는 움직임이 있었다. 그러나 1989년에 당시 중화인민공화국의 수교국이던 그레나다가 중화민국에 대해 동시수교를 시도했을 때 중화인민공화국이 단교를 선언하여, 동시 승인(수교 포함)은 실현되지 않았다. 또한 1992년에는 대한민국이 중화인민공화국과 수교할 때에도 중화민국과 단교한 바 있다. 이런 이유로 국제 사회에서 중화민국을 공식적으로 승인하는 나라는 해마다 감소하고 있다.

### 대만 문제에 관련된 단체, 정부의 의견
- 유엔 : 유엔 총회 결의 제2758호 이후 유엔은 사실상 중화인민공화국을 중국의 유일한 합법 정부로 인정하고 있다. 사실 해당 결의에서 대만섬이나 중화민국의 지위에 관한 내용은 언급되어 있지 않으며, 대만 문제에 관련된 결의안이 상정된 적도 없지만 유엔은 2007년 중화민국의 "대만" 명의 가입 신청을 반려하는 것으로 이 문제에 대한 입장을 간접적으로 시사하고 있다.
- 해외 화교 단체 : 대부분의 해외 화교들은 대만을 중화민국이든 중화인민공화국이든 중국의 일부로 간주하고 있으며, 대만만의 독립에는 반대하고 있다.

## 같이 보기
- 하나의 중국
- 중화민국
- 중화민국의 대외 관계
- 중화인민공화국
- 국공 내전
- 중화 타이베이
- 징타이 고속공로
- 유엔 총회 결의 제2758호